# Хапоэль (баскетбольный клуб, Гильбоа-Верхняя Галилея)
«Хапоэль» (Гильбоа-Верхняя Галилея) (ивр. הפועל גלבוע-גליל עליון‎) — израильский баскетбольный клуб. Команда играет домашние игры в киббуце Ган-Нер (региональный совет Гильбоа) на северо-востоке Израиля недалеко от Зелёной линии. Образована слиянием в 2008 году клубов «Хапоэль» (Верхняя Галилея) и «Хапоэль» (Гильбоа) и заняла место «Хапоэля» (Верхняя Галилея) в израильской баскетбольной Суперлиге.

## История
В 1950 году создана первая баскетбольная команда в Галилее — «Хапоэль» (Хулата). После этого возникает ряд местных команд, и в 1976 году был официально создан клуб «Хапоэль» (Верхняя Галилея), который за три года прошел путь до Национальной лиги (на тот момент высшей лиги израильского мужского баскетбола).
Высшим достижением команды стал выигрыш в 1993 году чемпионата Израиля, на пути к которому она обыграла в полуфинальной серии игр «Маккаби» (Тель-Авив), бессменных чемпионов страны на протяжении более чем 20 лет, а в финальной серии — «Хапоэль» (Тель-Авив), единственную команду помимо «Маккаби», которой до этого удавалось стать чемпионом Израиля.
К этому же сезону относится высшее достижение команды в европейских клубных турнирах — участие в полуфинале Кубка Сапорты, где она уступила турецкому клубу Эфес Пилсен.
В 2010 году клуб завоевал второе в своей истории чемпионское звание, победив в финале чемпионата Израиля тель-авивский «Маккаби». К этой победе клуб привёл Одед Каташ, бывший игрок и тренер тель-авивского клуба.
Кроме этого, «Хапоэль» (Верхняя Галилея) дважды (в 1988 и 1992 годах) выигрывал Кубок Израиля по баскетболу и ещё трижды играл в финале чемпионата Израиля (1990, 1995 и 2011). Вce эти годы домашняя площадка команды находилась в киббуце Кфар-Блум.
Среди ведущих игроков клуба в прошлые годы — Эндрю Кеннеди, Брэд Лиф, Надав Хенефельд, Шарон Сассон, Гур Шелеф, Дорон Шефер, Лиор Элиягу. Команду тренировали Пинхас Гершон и Дэвид Блатт.